# Cynthia Rothrock
Cynthia Rothrock est une championne du monde d'arts martiaux et actrice américaine, spécialisée dans les films de kung fu, née le 8 mars 1957 à Wilmington (Delaware).

## Biographie
Championne du monde de taekwondo en poumsé et armes blanches durant cinq années consécutives de 1981 à 1985, elle a obtenu une ceinture noire 8e Dan en 2015 (Tangsudo) et est actuellement détentrice de 6 ceintures noires dans des arts martiaux différents : 
- Tangsudo (coréen) ;
- Tae Kwon Do (coréen) ;
- Eagle Claw (chinois) ;
- Wu Shu (chinois, contemporain) ;
- Northern Shaolin (chinois, classique) ;
- Pai Lum Tao Kung Fu (chinois, contemporain).

Elle est embauchée pour tenir un rôle dans un film réalisé à Hong Kong, Superflics  à Hong Kong (autre titre français : Le Sens du devoir 2. Titre international : Yes Madam), où elle partage la vedette avec Michelle Yeoh.  Elle réside durant plusieurs années à Hong Kong en tournant des films d'action, devenant l'un des premiers Occidentaux à tenir régulièrement des rôles principaux dans des films chinois. Elle tient en 1989 son premier rôle dans un film d'action tourné en langue anglaise, Karaté Tiger 2, coproduction américano-hongkongaise. Elle revient ensuite aux États-Unis et se fait un nom dans des films de série B, avant de ralentir ses activités cinématographiques dans les années 1990 pour donner des cours de karaté.
Elle est productrice sur certains de ses films.
En 1992, le personnage de Sonya Blade est inspiré de Cynthia Rothrock dès le premier jeu vidéo Mortal Kombat.
En 2014, elle est dans le film d'action  Mercenaries, aux côtés de Brigitte Nielsen, Vivica A. Fox, Kristanna Loken et Zoë Bell.

## Filmographie
Liste non exhaustive :
- 1985 : Le Sens du devoir 2
- 1986 : Shanghaï Express
- 1986 : Magic Crystal
- 1988 : Un flic de choc (Above the Law)
- 1989 : Blonde Fury (Above the Law 2)
- 1989 : La Panthère du Kickboxing (Karaté Tiger 2)
- 1989 : Return of the Lucky Stars (non confirmé)
- 1990 : China O'Brien (en)
- 1990 : La Loi des arts martiaux (Martial Law)
- 1990 : Free Fighter
- 1990 : Le Prince du Tibet
- 1991 : China O'Brien 2
- 1992 : Karaté Cop 2 (Martial Law 2)
- 1992 : Lady Kickboxer (Lady Dragon)
- 1992 : Rage & Honor
- 1992 : Dans les griffes du tigre (Tiger Claws)
- 1993 : Lady Kickboxer 2 (Lady Dragon 2)
- 1993 : Rage & Honor 2
- 1993 : Irrésistible force
- 1994 : L'Ange de la violence (Gardian Angel)
- 1996 : Au-delà des lois (Eye for an Eye)
- 1996 : Sworn to Justice
- 1996 : Douglas Fairbanks : la marque de Fairbanks, documentaire de Christophe Champclaux : témoignage
- 1997 : L'Empreinte du tigre (Tiger Claws 2)
- 1999 : Dans les griffes de l'aigle (Tiger Claws 3)
- 2000 : Manhattan Chase
- 2002 : Un flic en enfer (Redemption)
- 2002 : Outside the Law
- 2003 : I Bala perdida
- 2004 : Sci-Fighter
- 2012 : Santa's Summer House
- 2013 : Badass Showdown
- 2013 : Double Fury
- 2014 : Rogue Space: The Adventures of Saber Raine
- 2014 :  Mercenaries
- 2024 : The Last Kumite
- 2024 : Hatch : Protection rapprochée (Darkness of Man) de James Cullen Bressack